# Oxystomina insulaealbae
Oxystomina insulaealbae is een rondwormensoort uit de familie van de Oxystominidae.